# Innocenzo Spinazzi
Innocenzo Spinazzi (Roma, 18 luglio 1726 – Firenze, 19 novembre 1798) è stato uno scultore italiano del periodo rococò, attivo a Roma e a Firenze.

## Biografia

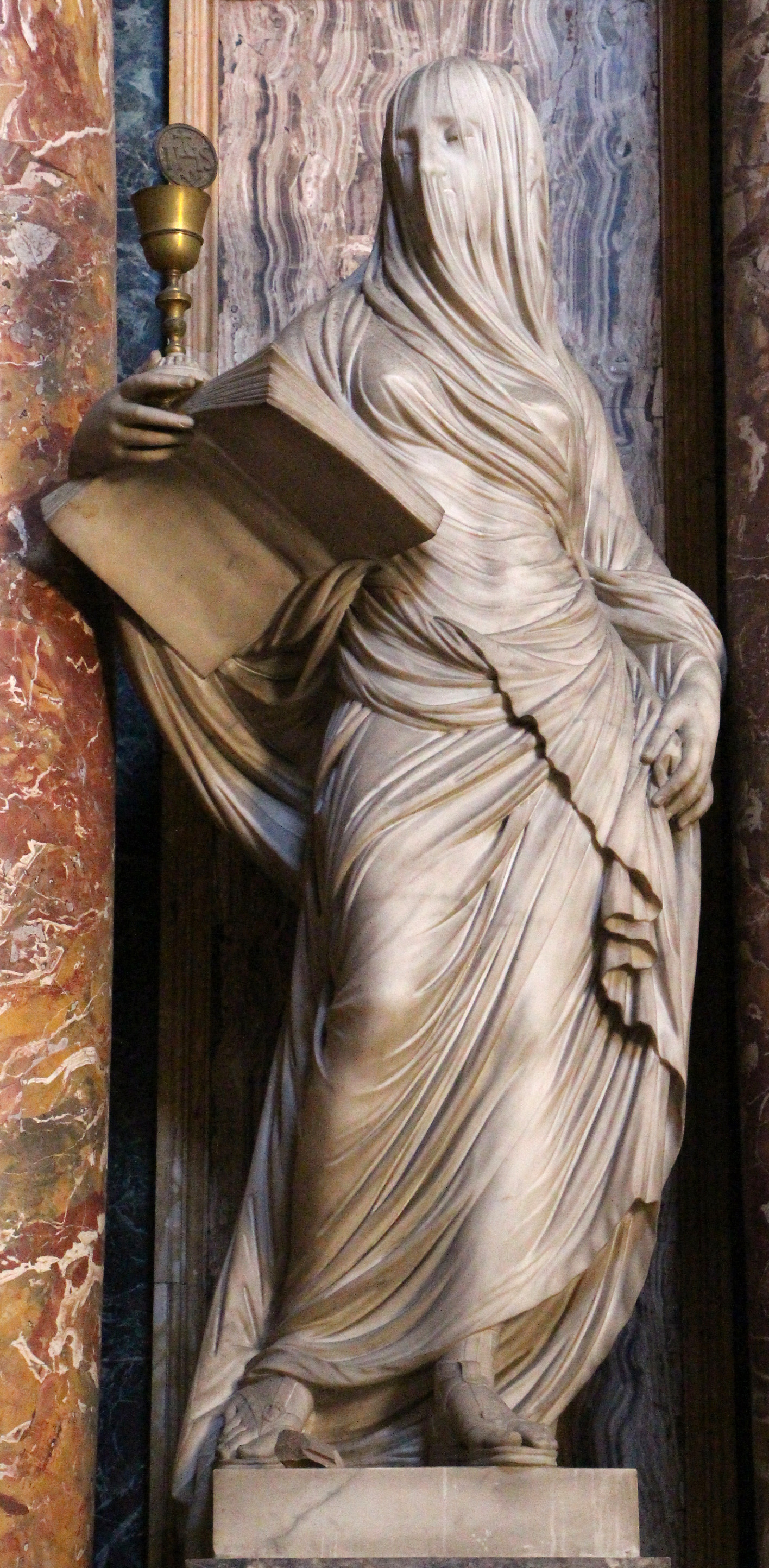
La Fede, Santa Maria Maddalena de' Pazzi, Firenze

Nato da un orafo, fece il suo apprendistato da Giovanni Battista Maini. A Roma completò la statua di san Giuseppe Calasanzio (1755) per la navata della basilica di San Pietro in Vaticano.
Si trasferì a Firenze nel 1769 e l'anno dopo venne nominato scultore ufficiale del Granduca Pietro Leopoldo, che lo incaricò innanzitutto di completare alcuni marmi antichi frammentari. Dal 1784 insegnò all'Accademia di Belle Arti.
Tra il 1771 e il 1774 scolpì il Busto di Pietro Leeopoldo oggi alla Galleria Palatina. Per la basilica di Santa Croce scolpì le tombe di Giovanni Lami (1770), Angelo Tavanti (1782) e Niccolò Machiavelli (1787). Nel 1792 scolpì un angelo da aggiungere al gruppo del Battesimo di Cristo di Andrea Sansovino e Vincenzo Danti sulla Porta del Paradiso del Battistero di San Giovanni.
Diede prova di virtuosismo nelle figure per la Cappella Maggiore della chiesa di Santa Maria Maddalena dei Pazzi, come nella velata Fede (1781) e la Religione (1794, Torino, Museo Civico), ispirate alle esperienze di Antonio Corradini a Napoli.